# Margareth Ferreira de Sales
Margareth Ferreira de Sales (1956) es una botánica, agrónoma, y profesora brasileña.
En 1978, se diplomó de ingeniera agrónoma, por la Universidad Federal Rural de Pernambuco; para obtener la maestría en Biología Vegetal, en la misma casa de altos estudios, defendió la tesis Crecimiento foliar de ocho gramíneas nativas de Pernambuco, en 1981; y, el doctorado por la Universidad Estatal de Campinas, en 1993.
En la actualidad es profesora asociada de la Universidad Federal Rural de Pernambuco (UFRPE) junto al Postgrado en Botánica y Ecología. Trabaja en taxonomía de Fanerógamas, actuando sobre la taxonomía y diversidad de la flora nordestina, Euphorbiaceae del noreste, especialmente en Pernambuco y la flora de la Caatinga. En 2007, realizó un postdoctorado por la Universidad de Míchigan, siendo becaria de la Coordinación de Perfeccionamiento de Personal de Educación Superior, CAPES, Brasil.

## Algunas publicaciones
- a.l. Melo, h. Esser, margareth f. Sales. 2013. New combinations in Pleradenophora (Euphorbiaceae s.s.) Phytotaxa 81: 33-37
- -------------, marcos j. Silva, margareth f. Sales. 2013. Sebastiania singularis (Euphorbiaceae): um novo sinônimo para Phyllanthus chacoensis (Phyllanthaceae. Rodriguésia 64: 1-6
- luciana dos s.d. Oliveira, marcos j. Silva, margareth f. Sales. 2013. Synopsis of the tribe Hureae (Euphorbioideae, Euphorbiaceae)Brittonia (Bronx, N.Y.): 30-33
- ------------------------------------, marcelo f. Moro, e.m. Eimear, f.r. Martins, margareth f. Sales. 2013. Hidden in the dry woods: Mapping the collection history and distribution of Gymnanthes boticario, a well-collected but very recently described species restricted to the dry vegetation of South America. Phytotaxa 97: 1-3
- r.s. Secco, i. Cordeiro, l. Senna-vale, margareth f. Sales, l.r. Lima, d. Medeiros, b. sá Hiad, a.s. Oliveira. 2012. An overvier of recent taxonimic studies on Euphobiaceae s.l. in Brazil. Rodriguesia 63: 227-242

### Capítulos de libros
- margareth f. Sales. 1998. Apocynaceae. Plantas vasculares das florestas serranas de Pernambuco - um checklist da flora ameaçada dos brejos de altitude. Recife: Imprensa da Univ. Federal Rural de Pernambuco, pp. 46-47
- -----------------------------. 1998. Lacistema. En: Margareth Ferreira de Sales; Simon J. Mayo; Maria Jesus N. Rodal (orgs.) Plantas vasculares das florestas serranas de Pernambuco - um checklist da flora ameaçada dos brejos de altitude. Recife: Impressa da Univ. Federal Rural de Pernambuco, pp. 67-77
- -----------------------------. 1997. Flor. Manual de morfología de Angiospermas - Guia para aulas práticas. Recife: Imprensa Univ.
- -----------------------------. 1995. Apocynaceae. Flora of the Pico das Almas- Chapada Diamantina- Bahia- Brazil. 1ª ed. Londres: Royal Botanic Gardens, Kew

### Libros
- m.j.n. Rodal, margareth f. Sales, s.j. Mayo. 1998. Florestas Serranas de Pernambuco - Localização e Conservação dos Remanescentes dos Brejos de Altitude. Recife: Imprensa Univ. da Univ. Federal Rural de Pernambuco, 27 pp.
- margareth f. Sales, s.j. Mayo, m.j.n. Rodal. 1998. Plantas Vasculares das Florestas Serranas de Pernambuco - Um Checklist da Flora Ameaçada dos Brejos de Altitude de Pernambuco. Recife: Imprensa Univ. 130 pp.

## Reconocimientos
- Becaria del Consejo Nacional de Desarrollo Científico y Tecnológico, CNPq, Brasil[4]

## Membresías
- de la Sociedad Botánica del Brasil[5]
- Plantas do Nordeste[6]